# Paweł (Biełokryłow)
Paweł, imię świeckie Walerij Iwanowicz Biełokryłow (ur. 12 lipca 1962 r. w Pierwomajskim w Udmurckiej ASSR) – rosyjski biskup prawosławny.

## Życiorys
Ukończył technikum budowy maszyn w Wotkińsku, a następnie w 1984 r. technikum pożarnicze w Swierdłowsku. W latach 1984–1985 r. pracował w zakładach budowy maszyn w Wotkińsku, w jednostce ochrony przeciwpożarowej, dochodząc do stanowiska jej dowódcy. W latach 1985–1989 w trybie zaocznym studiował w Wyższej Inżynierskiej Szkole Pożarniczej Ministerstwa Spraw Wewnętrznych ZSRR. Nie ukończył jednak nauki, gdyż w 1989 r. odszedł z pracy i przyjął święcenia diakońskie. 29 października 1989 r. udzielił mu ich biskup iżewski i udmurcki Palladiusz, w soborze Trójcy Świętej w Iżewsku. 19 listopada tego samego roku ten sam hierarcha wyświęcił go na kapłana i skierował do służby w cerkwi Zmartwychwstania Pańskiego w Sarapule. W latach 1990–1995 w trybie zaocznym kształcił się w moskiewskim seminarium duchownym. Równocześnie studiował zaocznie na Iżewskim Państwowym Uniwersytecie Technicznym na kierunku technologia budowy maszyn, uzyskując w 1997 r. dyplom inżyniera. W 2005 r. ukończył studia w zakresie ekonomii. W 2019 r. uzyskał tytuł magistra nauk teologicznych.
W listopadzie 1990 r. objął stanowisko proboszcza parafii św. Ksenii Petersburskiej w Sarapule. Kierował odbudową tejże świątyni, która w okresie radzieckim była użytkowana jako magazyn wojskowy i była w 1990 r. całkowicie zrujnowana. Po zakończeniu prac nad odbudową został proboszczem parafii Przemienienia Pańskiego w Wotkińsku i dziekanem dekanatu wotkińskiego. W 1994 r. otrzymał godność protojereja. Pozostając dziekanem wotkińskim, pełnił równocześnie obowiązki proboszcza parafii św. Jana Chrzciciela w Siursowaju (2004-2007), parafii Zwiastowania w Wotkińsku (2005-2016), św. Jerzego Zwycięzcy w Wotkińsku (2008-2013) i Trójcy Świętej w Nowym (2015-2018). W parafii Zwiastowania koordynował również odbudowę zniszczonego soboru pod tym samym wezwaniem. 
8 lipca 2018 r. w cerkwi Tichwińskiej Ikony Matki Bożej w Pazdierach został postrzyżony na mnicha przez spowiednika duchowieństwa eparchii iżewskiej, archimandrytę Hilariona (Korlakowa), przyjmując imię zakonne Paweł na cześć Pawła Apostoła. W 2020 r. został zwierzchnikiem eparchialnego wydziału ds. współpracy z siłami zbrojnymi.
13 października 2022 r. Święty Synod Rosyjskiego Kościoła Prawosławnego nominował go na biskupa sarapulskiego i możgińskiego. W związku z tą decyzją otrzymał 17 października tego samego roku godność archimandryty. Jego chirotonia biskupia odbyła się 6 listopada 2022 r. w cerkwi św. Włodzimierza w Bałaszysze, pod przewodnictwem patriarchy moskiewskiego i całej Rusi Cyryla.